# Michael Lapage
Michael Clement Lapage, né le 15 novembre 1923 à Shaftesbury (Angleterre) et mort le 20 juillet 2018, est un rameur d'aviron britannique. 

## Carrière
Michael Lapage participe aux Jeux olympiques de 1948 à Londres et remporte la médaille d'argent en huit, avec Christopher Barton, Guy Richardson, Ernest Bircher, Paul Massey, John Meyrick, Alfred Mellows, Jack Dearlove et Charles Lloyd.